# Metro Service A/S
Metro Service A/S er en privat dansk virksomhed, der varetager drift og vedligehold af Københavns Metro på vegne af Metroselskabet og drift af Letbanen på Ring 3.
Metro Service har mere end 800 medarbejdere i Danmark og har været driftsoperatør på Københavns Metro siden åbningen i 2002. Når Letbanen på Ring 3 åbner i 2025, er det Metro service, der styrer togdriften og klargør togene.
Claudio Cassarino er selskabets administrerende direktør. Metro Service blev etableret i 1998 og er et joint venture mellem de to internationale selskaber ATM (Azienda Trasporti Milanesi (en)), der udbyder transport- og mobilitetsydelser i Milano og Lombardiet, samt Hitachi Rail STS.
Metro Service har kontorer i Ørestad, København SV og i Glostrup, hvor også Metroens og Letbanens kontrol- og vedligeholdelsescentre er lokaliseret. Derudover har selskabet eget værksted i Hvidovre.

## Eksterne links
- Officiel hjemmeside